# 시뮬레이션

시뮬레이션(영어: simulation)은 실제로 실행하기 어려운 과정(operation)을 간단히 행하는 모의실험(imitation)을 뜻한다. 특히 컴퓨터를 이용하여 모의실험을 할 때는 컴퓨터 시뮬레이션이라고 한다.
인류 생활을 보다 안전하고 쾌적하게 개선하기 위해서는 건물을 짓거나 물건을 만들어서 실험을 해 보아야만 한다. 이러한 실험을 통해서 사람들의 건강과 안전에 아무런 위험이 없는가, 고쳐야 할 점은 무엇인가 등을 알아내야 한다. 그러나 실제로 이렇게 하기는 어려우므로 이러한 어려움을 극복하고 우리가 원하는 결과를 얻기 위해 개발된 방법 가운데 하나가 바로 시뮬레이션이다.
모의 실험은 컴퓨터에 실제의 환경과 거의 같은 상황을 연출하는 프로그램을 기억시켜 놓고 자료를 주어 실행시키는 것으로 실제 실험과 같은 결과를 얻어낼 수 있다. 모의 실험은 여러 가지 조건이 주어질 수 있고 그 결과를 쉽게 얻을 수 있어 적은 비용과 짧은 시간 안에 큰 효과를 볼 수 있다.

## 시뮬레이터
시뮬레이터나 움직임이 빠른 텔레비전 게임은 영상을 만들어 내고 그것을 연속적으로 바꿔 줌으로써, 마치 움직이는 것처럼 보이게 하는 컴퓨터의 기능을 이용한 장치이다. 군대, 항공수송 기관, 우주개발 기관 등에서 많이 쓰이며, 더욱 정교한 성능의 시뮬레이터를 개발하기 위한 연구가 계속되고 있다.
비행 시뮬레이터는 비행기 조종사 훈련에 있어 절대로 필요한 장치이다. 왜냐하면 훈련을 받지 않은 조종사에게 실물 비행기를 조정시키는 것은 엄청난 위험과 함께 막대한 비용이 들기 때문이다. 비행 시뮬레이터는 2종류의 주요한 기능을 수행하는 컴퓨터를 포함한다. 한 대는 유압 장치를 조작하여 조종장치의 조작에 맞추어 조종석을 상하로 이동시키고 방향을 회전시킨다. 다른 한 대의 컴퓨터는 조종사가 보는 시계를 만들어 낸다. 컴퓨터의 기억 장치에는 훈련구역의 지도가 입력되어 있어, 시뮬레이터의 조종 장치의 움직임에 맞추어 영상을 만들며 이동시켜 간다. 컴퓨터는 여러 가지 기상 조건을 설정할 수 있으며, 밤과 낮에 맞추어 밝기를 만들어 낼 수도 있다. 시뮬레이터의 모니터는 훈련자에게 실제의 것과 똑같이 보이는 시야를 주기 위해 레이저 광선을 이용해 대형 화면에 컴퓨터가 만들어 낸 영상을 비춘다. 그 밖에 훈련자의 헬멧에 부착된 작은 화면에 영상을 만들어 내는 방법도 있다.

## 같이 보기
- 계산화학
- 전산 유체 역학
- 계산물리학
- 교육공학
- 미래학
- 일러스트리스 프로젝트
- 계산기내
- 분자동역학
- 몬테카를로 알고리즘
- 시스템 식별
- 원격현장감
- 가상 현실
- 모의실험 가설
- 시뮬라시옹

## 참고 자료
- 이 문서에는 다음커뮤니케이션(현 카카오)에서 GFDL 또는 CC-SA 라이선스로 배포한 글로벌 세계대백과사전의 내용을 기초로 작성된 글이 포함되어 있습니다.